# 東九陵駅
東九陵駅（トングルンえき）は、大韓民国京畿道九里市に位置する、ソウル交通公社8号線（別内線）の駅である。駅番号は「806」。

## 歴史
- 2024年8月10日 - 開業[2]。

## 駅周辺
- 東九陵
- ロッテアウトレット九里店
- 九里文化院
- 九里流通総合市場
- 東仁初等学校
- 東九中学校
- 仁倉中央公園

## 隣の駅
ソウル交通公社
 8号線（別内線）
茶山駅 (805) -東九陵駅 (806) - 九里駅 (807)